# Machadocepheus excavatus
Machadocepheus excavatus är en kvalsterart som beskrevs av Balogh 1958. Machadocepheus excavatus ingår i släktet Machadocepheus och familjen Carabodidae. Inga underarter finns listade i Catalogue of Life.